# Olympic (métro de Hong Kong)
Pour les articles homonymes, voir Olympic.
Olympic (Chinois : 奧運; Jyutping : ou3 wan6; pinyin : Àoyùn) est le nom d'une station sur la ligne Tung Chung Line du MTR de Hong Kong.
La station fut décorée avec les images des Jeux olympiques d'été de 1996 et fut nommée ainsi après l'évènement.
La station était originellement connue sous le nom de Tai Kok Tsui dans les propositions retenues par le gouvernement.